# Nicolas Vaschide
Nicolas Vaschide (1874-1907) est un psychologue roumain, collaborateur et élève d'Alfred Binet.

## Biographie
Il est né le 19 décembre 1874 à Buzău. Selon des biographes, ses parents sont des petits propriétaires. Il commence sa scolarité secondaire au lycée de sa ville natale et la termine au lycée Saint Sava de Bucarest.
Il poursuit ses études universitaires à Paris, où il est le deuxième élève d'Alfred Binet.
Nicolas Vaschide s'intéresse à la chiromancie, et écrit une Histoire de la main, publiée à titre posthume, en 1909. Dans le cadre de cette étude, Alfred Binet et lui sont amenés à collaborer avec une chiromancienne Mme Fraya. Il rédige en 1901 un ouvrage consacré aux rêves, dans une perspective pré-freudienne.
Il rejoint à Villejuif le laboratoire de psychologie expérimentale créé en 1900 par Edouard Toulouse en concurrence avec celui de la Sorbonne créé par Binet et enseigne à l'École pratique des hautes études.
Il meurt le 13 octobre 1907 d'une pneumonie, à Paris.

## Publications
- Psychologie des rêves, 1901[4]
- (coll.) Avec Édouard Toulouse et Henri Piéron, Technique de psychologie expérimentale, Paris, Octave Doin, 1904 (lire en ligne)
- Essai sur la psychologie de la main, 1909, 600 p. (ISBN 978-2-01-282282-5, lire en ligne)
- (ro) Psihologia atenției, în colaborare cu R. Meunier, 1910
- (ro) Somnul și visele, 1911